# Херинген
Херинген (њем. Höringen) општина је у њемачкој савезној држави Рајна-Палатинат. Једно је од 81 општинског средишта округа Донерсберг. Према процјени из 2010. у општини је живјело 726 становника. Посједује регионалну шифру (AGS) 7333030.

## Географски и демографски подаци
Херинген се налази у савезној држави Рајна-Палатинат у округу Донерсберг. Општина се налази на надморској висини од 291 метра. Површина општине износи 10,7 km². У самом мјесту је, према процјени из 2010. године, живјело 726 становника. Просјечна густина становништва износи 68 становника/km².